# Peerkopwespen
De peerkopwespen (Embolemidae) zijn een familie uit de orde van de vliesvleugeligen (Hymenoptera). 
In Nederland komen de peerkopwespen Embolemus reticulatus en  Embolemus ruddii voor maar zijn zeer zeldzaam.

## Taxonomie
De volgende geslachten en soorten zijn bij de familie ingedeeld:
- Geslacht Ampulicomorpha Ashmead
- Geslacht Embolemus Westwood, 1833
  - Embolemus africanus (Risbec)
  - Embolemus angustipennis (Kieffer)
  - Embolemus boraceia Amarante, Brandao & Carpenter, 1999[2]
  - Embolemus breviscapus Brues, 1933[3]
  - Embolemus krombeini Olmi
  - Embolemus nearcticus (Brues)
  - Embolemus neotropicus Olmi
  - Embolemus notogeicus Olmi
  - Embolemus pecki Olmi, 1997
  - Embolemus periallus  † Ortega-Blanco, Delclòs and Engel, 2009[4]
  - Embolemus reticulatus Van Achterberg, 2000
  - Embolemus ruddii Westwood, 1833
  - Embolemus stangei Olmi
  - Embolemus subtilis Olmi
  - Embolemus succinalis (Brues, 1933)
  - Embolemus thaumus (Rasnitsyn & Matveev, 1989)
  - Embolemus zealandicus Olmi